# علی میرایی
علی میرایی (زاده ۱۳۵۸ در تهران) کاریکاتوریست و طراح ایرانی است که آثارش در ده‌ها کشور به چاپ رسیده‌است.

## زندگی‌نامه
علی میرایی در ۲۷ تیر ۱۳۵۸ در تهران زاده شد. اولین کاریکاتورش، زمانی که کمتر از ۱۲ سال داشت، در مجله طنز و کاریکاتور به چاپ رسید. یکسال بعد با ورود به مجله کیهان کاریکاتور، آثارش در کنار بزرگان این رشته منتشر شد. سال ۱۳۷۳ اولین نمایشگاه گروهی اش با عنوان «با چشمان گوراژده» را با گروه کاسنی - که متشکل از کارتونیست‌های حرفه‌ای آن زمان ایران بود تجربه کرد. درهمین سال شروع به شرکت در جشنواره‌های جهانی کرد و اولین اثرش در خارج از ایران، در حالیکه بیش از ۱۵ سال نداشت، در بلژیک به چاپ رسید و یکسال بعد در ۱۳۷۴ اولین جایزه معتبر جهانی اش را در دومین دوسالانه کاریکاتور تهران بدست آورد.
فعالیتهای او در زمینه کاریکاتور کماکان ادامه داشت تا اینکه در ۱۳۸۲ همزمان با فارغ‌التحصیلی در رشته طراحی صنعتی، ورود جدی او به بازار کار باعث شد که کاریکاتور را موقتا رها کند.
در این مدت فراگیری برنامه‌نویسی وب به صورت خود آموخته و طراحی وب، مشاوره برندینگ به شرکت‌های معتبر، مدیریت هنری نشریات وزین، تصویر سازی و طراحی جلد ده‌ها کتب و نشریات فلسفی، طراحی محصول و… باعث شد که با دانش وبینش خود، درعرصه کسب و کار نیز از دیگر رقبا متمایز باشد.
وی در سال ۱۳۹۱ از نو به شرکت در جشنواره‌های جهانی بازگشت که نتیجه آن چندین جایزه تا به امروز بوده‌است.

## جوایز بین‌المللی
- نفر اول تقدیر شدگان دوسالانه کاریکاتور تهران (۱۳۷۴)[۴]
- جایزه بزرگ (Grand Prize) فستیوال جهانی دوای رومانی (۲۰۰۵)[۷][۸]
- نشان ویژه دوازدهمین جشنواره کارتون مطبوعاتی کانادا، وابسته به یونسکو (۲۰۱۲)[۹]
- تندیس ویژه جشنواره جهانی کارتون قبرس (۲۰۱۲)[۱۰]
- جایزه ۲۵۰۰ یورویی فستیوال جهانی بیداری (تهران، ۱۳۹۱)[۱۱]
- کسب عناوبن پنجم وششم دوسالانه کاریکاتور زیست‌محیطی صربستان (۲۰۱۲)[۱۲]
- لوح تقدیر جشنواره بین‌المللی اورژنسی رومانی (۲۰۱۲)[۱۳]
- لوح تقدیر هفتمین فستیوال جهانی دوای رومانی (۲۰۱۳)[۱۴]
- جایزه برنز و نقدی از بیست و دومین جشنواره بین‌المللی دائجون کره جنوبی (۲۰۱۳)[۱۵]
- نشان ویژه چهاردهمین جشنواره کارتون مطبوعاتی کانادا، وابسته به یونسکو (۲۰۱۴)[۱۶]
- جایزه دوم فستیوال جهانی ازمیر ترکیه (۲۰۱۴)[۱۷]
- جایزه اول بخش کارتون سیاسی چهل و یکمین دوره فستیوال جهانی پیراسیکابا برزیل (۲۰۱۴)[۱۸][۱۹]
- جایزه ویژه جشنواره جهانی سیکاکو کره جنوبی (۲۰۱۴)[۲۰][۲۱]
- جایزه سوم هفتمین جشنواره سیوداد د لاس ایدیاس مکزیک (۲۰۱۵)[۲۲]
- جایزه سوم هفتمین جشنواره بین‌المللی زیتون گیرینه (قبرس-۲۰۱۸)[۲۳]
- جایزه ویژه ششمین دوسالانه هومور لویز د اولیویرا گیماروئیس ایسپسنال (پرتغال-۲۰۱۸)[۲۴]
- جایزه بزرگ چهل و دومین دوره جشنواره جهانی ساتریکن لهستان (۲۰۱۹)[۲۵][۲۶][۲۷]
- لوح تقدیر جشنواره جهانی بوجیا ایتالیا (۲۰۱۹)[۲۸]
- جایزه دوم هشتمین جشنواره جهانی کارتوناله دجس بلژیک (۲۰۱۹)[۲۹]
- جایزه بزرگ چهل و چهارمین دوره جشنواره جهانی ساتریکن لهستان (۲۰۲۱)[۳۰][۳۱][۳۲][۳۳]

## داوری‌های بین‌المللی
- عضو هیئت داوران هشتمین دوره جشنواره سیوداد د لاس ایدیاس مکزیک (۲۰۱۶)[۳۴]
- عضو هیئت داوران چهل و سومین دوره جشنواره ساتریکن لهستان (۲۰۲۰)[۳۵]

## پیشینه مطبوعاتی
- همکاری با روزنامه‌های اصلاح طلب از قبیل: شرق،[۳۶] اعتماد[۳۷] و قانون[۳۸] مجلات طنز و کاریکاتور،[۳۹] کیهان کاریکاتور و… به عنوان کاریکاتوریست

همکاری با فصلنامه فلسفی مدرسه (نشریه) به عنوان مدیر هنری و ماهنامه صنعت و توسعه به عنوان طراح جلد

## کتاب‌ها
- Best of Ali Miraee

در سال ۲۰۰۶ مجموعه آثار علی میرایی در کتابی تمام رنگی به نام "Best of Ali Miraee" (بهترین‌های علی میرایی) به عنوان جلد دوم مجموعه "The best cartoons of the best cartoonists" (بهترین کاریکاتورها از بهترین کاریکاتوریستها) توسط انتشارات Crisan Publishing House در کشور رومانی چاپ و منتشر شد.
- بیمه بیکاری، مؤسسه عالی پژوهش تأمین اجتماعی (۱۳۹۵)[۴۱]

## نشان ویژه کمیته آزادی مطبوعات کانادا و واکنش جام جم آنلاین
پس از اهدای نشان ویژه کمیته آزادی مطبوعات کانادا به علی میرایی، سایت روزنامه محافظه کار جام جم در مقابل این خبر واکنش نشان داد. جام جم مدعی شد که" موضوع جشنواره کانادا موضوعی بطورکامل سیاسی بوده که عبارت بوده‌است از مقابله مردم با پلیس…". این در حالی‌ست که طبق فراخوان این جشنواره، موضوع مسابقه «شهروندان و رسانه‌های اجتماعی» بوده‌است.